# Тангергютте
Тангергютте (нім. Tangerhütte) — місто в Німеччині, розташоване в землі Саксонія-Ангальт. Входить до складу району Штендаль.
Площа — 294,73 км2. Населення становить 10 544 ос. (станом на 31 грудня 2021).